# George F. Bond
George Foote Bond (* 14. November 1915 in Willoughby, Ohio – 3. Januar 1983 in Bat Cave, North Carolina) war ein amerikanischer Arzt und führender Experte auf dem Gebiet der Unterwasser- und Überdruckmedizin; er gilt als „Vater des Sättigungstauchens“.

## Leben
Bond studierte an der University of Florida, wo er 1939 mit einem M.A. abschloss. Anschließend absolvierte er die Medical School der McGill University, wo er seine Ausbildung in Chirurgie 1945 abschloss. Sein Praktisches Jahr absolvierte Bond am Memorial Hospital in Charlotte (North Carolina). 1946 öffnete Bond eine Landarzt-Praxis in Bat Cave, North Carolina. Bond gründete außerdem 1948 das Valley Clinic and Hospital. Die Gemeinde ehrte Bond 1953 als „Arzt des Jahres“. Am 22. Juni 1955 trat er in der landesweiten Fernsehsendung This Is Your Life auf.
1953 trat Bond in die US-Marine ein.